# Alexis Nihon
Alexis Louis Nihon (15 mai 1902 – 8 avril 1980) était un homme d'affaires belge et canadien. Il est l'inventeur du pneu sans chambre à air.[réf. nécessaire]

## Biographie
Né à Liège, Belgique, le fils d'Alexis Laurent Nihon et Marie Florentine Thiry, il déménagea au Canada à l'âge de 18 ans.

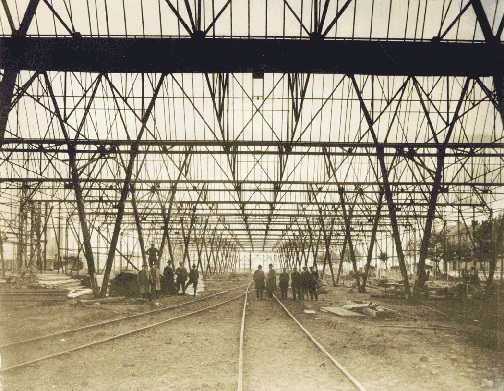
Voie de desserte de Industrial Glass dans les années 1940.

En 1940, il fonda la Compagnie industrielle du verre limitée (Industrial Glass Works Company Limited), une manufacture de verre à Saint-Laurent, Québec ; ce fut l'une des quelques manufactures de verre au Canada pendant la Seconde Guerre mondiale. Il la vendit dans les années 1940. En 1946, il démarra la Corporation Alexis Nihon (aujourd'hui Alexis Nihon REIT) qui deviendra l'une des grandes compagnies immobilières au Canada.
Il s'est marié à Alice Robert Nihon. Ils eurent cinq enfants. Il mourut chez lui à Nassau (Bahamas) en 1980.
En plus du REIT, ou SCPI (Société civile de placement immobilier), son nom survit comme une voie majeure résidentielle/commerciale, le boulevard Alexis-Nihon, le parc Alexis-Nihon, tous les deux à Saint-Laurent, et le centre commercial Alexis-Nihon à Montréal.